# 菜月昴
菜月昴是长月达平撰写，大塚真一郎绘图的日本轻小说《Re:从零开始的异世界生活》中的虚构角色，也是本作的男主角。菜月昴是一名日本青年和家裡蹲，在从便利店回家的途中突然发现自己被传送到了异世界。昴在传送到异世界后喜欢上爱蜜莉雅，但为保护她经历数次死亡，最终得知自己拥有可使自己在死亡前的某一时间点复活的特殊能力“死亡回归”。昴于是利用这种能力来保护他的朋友，并全力帮助身为女王候选人的爱蜜莉雅在王选中胜出，登上露格尼卡王國王位。
菜月昴最初登场于长月达平自2012年4月开始连载的网络小说《Re:从零开始的异世界生活》，该小说随后由MF文库J出版，并于2016年改编为电视动画。改编动画中，菜月昴由小林裕介配音。
菜月昴在日本一直是一个受欢迎的角色，并在Newtype Anime Award中获得了“角色奖（男性）”。尽管在该系列发展的早期，对菜月昴的评价褒贬不一，但动画和漫画的评论员们都赞扬了他的复杂的性格特征和克服困难的方式，使他成为令人喜爱的主人公。

## 制作

角色菜月昴和爱蜜莉雅的早期概念艺术

《Re:从零开始的异世界生活》最初自2012年4月开始在成为小说家吧网站上连载。MF文库J的系列编辑池本昌仁在2013年4月首次注意到这部网络小说，当时在他的Twitter回复上有许多人讨论这部作品并表达对它的喜爱。他立即被作品中菜月昴“死亡回归”的设定所打动，并认为这是一部“令人沮丧，却又令人惊讶的奇幻小说”，并开始与作者长月达平合作，将该系列改编成轻小说出版。
长月达平在构思时最初只想让主人公随着故事发展变强，但由于写起来没意思，长月决定给予昴很大的考验使其成长，最终认为“死”是最强的考验。此外，为了防止观众认为“死亡回归”的使用过于平常，长月在每次写昴的死亡前都会先让昴感到痛苦，并使昴“永远不会习惯于死亡”。
菜月昴由大冢真一郎绘图。最初的设计使他看起来像个不良少年，大冢后来也描述称其“根本不像十几岁人的脸”，导致池元要求让这个角色“更友好，不那么凶恶”，以便观众在情感场景中能与他产生共鸣。

### 配音
小林裕介为菜月昴配音。当开始阅读原作时，他最初认为这是一部滑稽的爱情喜剧，但随着阅读的增加，便觉得作品非常深刻并被其所吸引。他把菜月昴描述为一个尽力改变黑暗未来的主人公，所以即使在严峻的状况下也会表现得很开朗。小林表示他在配音中也尽可能表现得开朗，以防止在昴的死亡场景中显得过于消极。他还认为，菜月昴有无知、无能、无力和无谋四个缺点，但他的可爱之处在于，与普通人相比，他更顽固，更有胆量，不愿意放弃。采访中，小林表示希望观众多多关注菜月昴，因为昴是唯一知道一切的人，有很多只有他能理解的快乐、悲伤和痛苦。小林回忆说，当工作人员听到他的声音后，他立即被选为这个角色的声优，这让他感到很惊讶。当小林准备配音时，他还惊叹道：“对于一部动画来说，这不是太多台词了吗！”由于他必须表现出昴的多种情绪，导致他在录制过程中疲惫不堪。在最初的几集里，小林结识了帕克的配音员內山夕實，后者给予了他支持。

## 作品中表现

### Re:从零开始的异世界生活
菜月昴是本作的男主角。他是一名17岁的蛰居，从便利店回家的途中被意外传送到异世界，遇上以徽章失窃为契机结识爱蜜莉雅，得知窃夺者是由“猎肠者”艾尔莎所委托来的菲魯特，经历三次死亡后发现自己拥有“死亡回归”的能力。四次死亡回归后，在莱因哈鲁特的帮助下成功夺回徽章，让“猎肠者”艾尔莎撤退，事后因伤势过重陷入昏迷。昴醒来时自己身在罗兹瓦尔伯爵的宅邸，得知爱蜜莉雅是露格尼卡王國王选的候选人，并认识了双胞胎女仆——拉姆和雷姆，以及守护宅邸禁书库的碧翠絲。昴争取以男仆身份入住宅邸，开始在宅邸的新生活。然而，昴却在某天醒来后，发现自己意外开始了死亡回归，于是暗中调查。调查中，昴曾因未得到雷姆的信任被雷姆杀害、被拉姆追杀，最后终于查出害死他的真凶——魔兽，并携同宅邸等人的力量，经过五次死亡回归，最终成功拯救所有人，但也因此过度使用魔法而导致自身的“门”受到重伤。这段时间昴得知了自己死亡回归的能力来自“嫉妒魔女”，并且成功让雷姆对他解除戒心。
为了治疗“门”，昴与爱蜜莉雅等人一同前往王都。在王选中与由里乌斯·尤克历乌斯公开搏斗后与爱蜜莉雅产生争执，导致爱蜜莉雅决定与昴断绝关系，并将他留下，由雷姆陪同留在库珥修宅邸中继续治疗。得知宅邸发生异变决定返回但屡试屡败，四次死亡回归后成功说服库珥修与之结盟。并在成功讨伐“白鲸”后得以回到梅札斯领地，五次死亡回归后成功消灭魔女教“怠惰”司教，最后与爱蜜莉雅告白并和好。但此时理应回到王都的库珥修一行已遭到魔女教袭击，库珥修的记忆和雷姆的存在都被“暴食”的权能抹去，只剩自己还记得雷姆，而昴因死亡回归存档点更新到消灭“怠惰”司教后，无法拯救雷姆。从王都带着避难村民归还的昴与爱蜜莉雅决定前往其他避难者所在的“圣域”，然而进去之后却被嘉飞尔告知，除非完成面对“强欲魔女”艾姬多娜的试炼，否则无法离开。爱蜜莉雅被迫挑战试炼，唯屡次失败，加上帕克不告而别，身心遭到重大打击。昴意外获得试炼资格，并成功解放圣域，但面对陆续降临的危机：罗兹瓦尔找来“猎肠者”艾尔莎将会袭击宅邸，以及魔兽“大兔”将出现在“圣域”。借由拉姆和奥托等人协助，历经六次死亡回归及两次魔女茶会，在与嘉飞尔的战斗中觉醒“怠惰”的权能“不可视之神意”，最终成功击败嘉飞尔，与嘉飞尔联手救出罗兹瓦尔大宅众人，消灭“猎肠者”艾尔莎，并与碧翠丝结定契约，联手消灭“大兔”。
解决圣域危机后，因安娜塔西亚邀请所有王选势力集合，昴一行人抵达水门都市“普利斯提拉”，然而此时憤怒、強欲、色慾與暴食司教一同袭来，占领都市要点并大肆破坏。各方人马汇集起来抵抗，却在敌方的强大攻势下被逼到绝境，爱蜜莉雅被强欲掳走、昴身受重伤，右腿被打断。为了扭转战局，昴透过广播振奋士气，并安排共同战线的战力去个别击破敌人。这时正义方的最强战力莱茵哈鲁特归来，昴于是与他一同击破了“强欲”，另一方面“愤怒”也被捕获。最后水门都市一战虽以惨胜告终，但为了彻底解决魔女教迄今遗留下的诸多无解问题，遂前往普勒阿得斯監視塔寻求“贤者”夏烏拉的帮助。但历经艰难到达监视塔后，却发现原来真正的“贤者”另有其人，他们被迫接接受存在于塔内的三项试炼。昴寻找攻略雷德方法时意外闯入“记忆的回廊”，被“暴食-饱食”司教路伊夺去记忆，二度闯入时被具现化的雷姆记忆所救，打破路伊阴谋。在“暴食”司教进攻监视塔之时，昴与碧翠斯、梅莉迎战化身杀戮机器的夏乌拉，之后在由里乌斯支援下成功压制对方。最终因爱蜜莉雅通过最终试练，夏乌拉使命已尽而消逝，最后之际昴与夏乌拉在精神世界道别。“暴食”司教进攻告一段落后，“嫉妒魔女”黑影来袭，将昴、雷姆、“暴食-饱食”司教路伊吞没，被传送到佛拉基亚帝国。
因抛弃路伊令失忆的雷姆与其关系决裂，追逐雷姆途中先后被“修德拉克之民”和魔兽袭击，又被佛拉基亚帝国战士俘虏。逃脱后得到阿贝尔协助下从佛拉基拉帝国战士手上救回雷姆和路伊。其后与阿贝尔分别并打算与雷姆和路伊经都市“夸拉尔”回到王国，但在夸拉尔被佛拉基拉帝国战士狙击，经过多次死亡后后回到修德拉克之民住所并理解到目前不可能离开帝国。因此决定暂与阿贝尔合作攻下夸拉尔。

### 其它登场
菜月昴登场于系列首部视觉小说《Re:从零开始的异世界生活 -DEATH OR KISS-》中，剧情发生在5位候选人都到齐，但王选还没正式开始时，菜月昴接触到了一个神秘宝具，中上了会导致死亡的诅咒，而解除这个诅咒的条件是“KISS”。玩家可在以选择爱蜜莉雅、雷姆、拉姆、菲鲁特、碧翠丝、库珥修、普莉希拉或安娜塔西亚为主角的路线。冒险游戏《Re:从零开始的异世界生活 Lost in Memories》中，游戏中玩家在菜月昴的记忆中踏入了“记忆村”的世界，并继续进行“重新体验（故事）”和“追忆探索（任务）”，以解决菜月昴失去的记忆之谜。该游戏还具有偏离故事的分支路线（IF路线&本篇别ver），可引导玩家获得故事的不同结果，将其转变为“假设”场景。此外菜月昴还登场于另一款冒险游戏《Re:从零开始的异世界生活 虚假的王选候补》，剧情发生因不该存在的第六位国王候补人选的出现，让爱蜜莉雅参选资格的真伪受到怀疑。电视动画《異世界四重奏》中也有菜月昴登场，该动画中《Re:从零开始的异世界生活》的角色与另外三部异世界作品的角色在一所学校互动。

## 反响
菜月昴获得2015-2016年Newtype Anime Award中最佳“角色奖（男性）”。在Crunchyroll的投票中，菜月昴以2246票被选为仅次于雷姆的《Re:从零开始的异世界生活》最佳角色。小林裕介因其配音的菜月昴而获得了Crunchyroll动画奖的2020年最佳男性声优奖。
对轻小说中菜月昴的评价，褒贬不一。动画新闻网的塞隆·马丁评论了第一卷小说，批评其对话过于冗余；他认为虽然有些对话是为了让菜月昴“令人信服地成为一个傻瓜”，但还是过头了。金·莫里西则认为昴的特征是异世界作品的一大亮点，因为他有深深的自我厌恶
。
英国动画网（UK Anime Network）的安迪·汉利（Andy Hanley）认为这部作品中最突出的是对时间重置机制（“死亡回归”）的应用，利用多次重温某一特定时期的情节更全面地审视剧中人物，以及探索多次重温无数事件对菜月昴的心理影响，他认为菜月昴是一个非常有缺陷和非常人性化的角色，他的个性和反应非常明显地被他所目睹和参与的事件所染指。